# Pogoanele
Pogoanele – miasto w południowo-wschodniej Rumunii (Muntenia), w okręgu Buzău. Liczy 7275 mieszkańców (dane na rok 2011). Merem miasta od 2008 jest Florin Dumitrașcu, członek Partii Socjaldemokratycznej.